# مواظب باش پروفسور
مواظب باش پروفسور (انگلیسی: Professor Beware) یک فیلم کمدی آمریکایی به کارگردانی الیوت نیوجنت است که در سال ۱۹۳۸ منتشر شد.

## بازیگران
- هارولد لوید
- لایونل استندر
- ویلیام فرالی
- تورستون هال
- کرا ویترسپون
- استرلینگ هالووی
- رابرت اِمِـت اوکانر
- فرانک هاگنی
- تئودور لورچ
- ریموند والبرن
- ماری لارنس
- چارلز آر. مور